# Bowery Poetry Club
Il Bowery Poetry Club è un club di New York situato al numero 308 di Bowery Street, a Manhattan, fondato da Bob Holman nel 2002.
È base per la promozione di band emergenti o consolidate: vi si tengono regolarmente, infatti, concerti di gruppi musicali jazz, folk e hip hop.

## Programmazione[4]
- The Taylor Mead ShowInterno del Bowery Poetry Club
- Ladies at the Mic

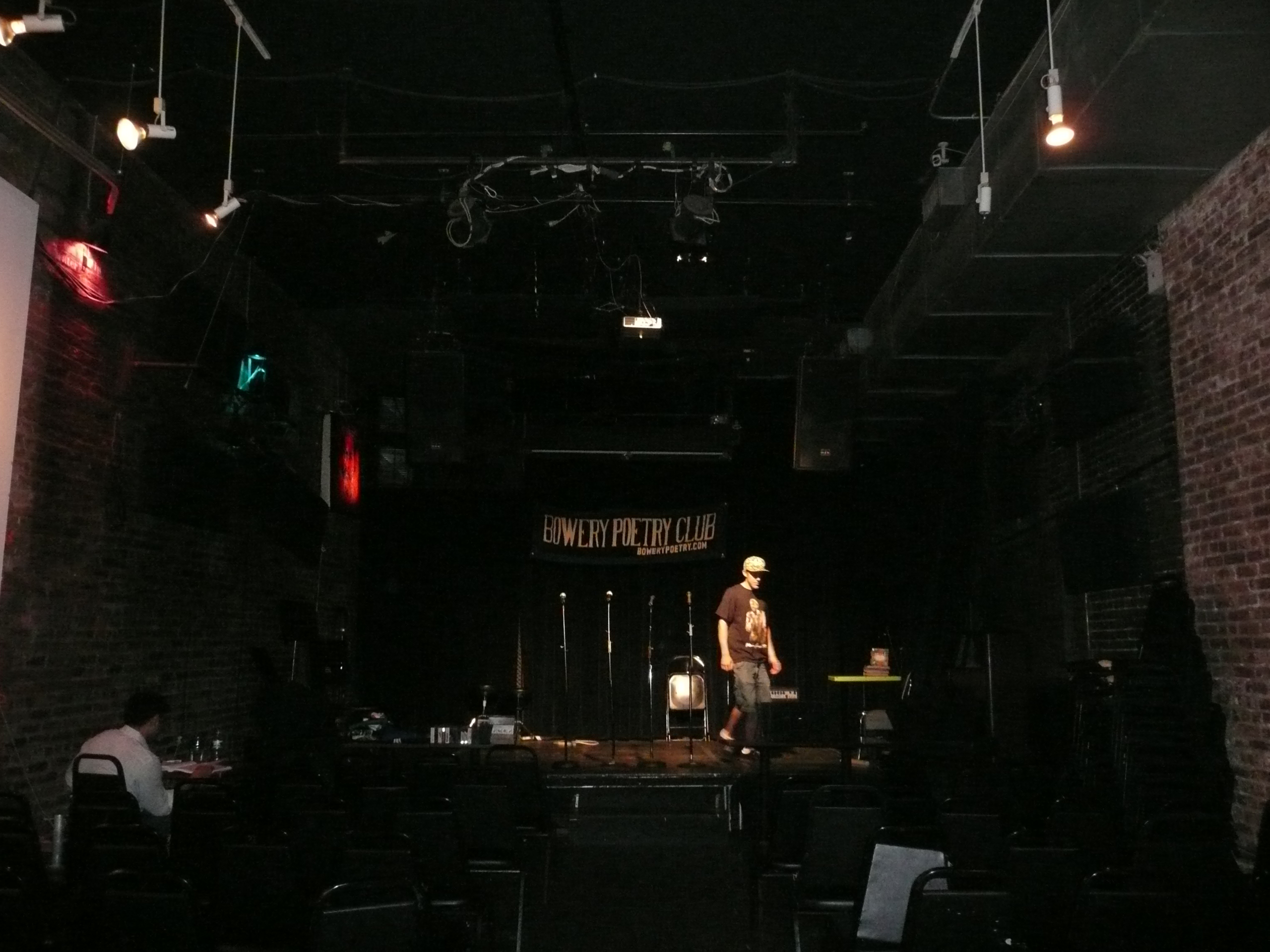
Interno del Bowery Poetry Club

- Shaba Sher, Persian poetry & music
- Beatboxers Summit
- The Peoples Poetry Gathering
- Emily Dickinson Marathon
- Bilingual Readings: The World of Poetry
- Poets' Soapbox (parla in poesia), International Poets